# Гаспарас Циртаутас
Гаспарас Феликсас Циртаутас (на литовски: Gasparas Feliksas Cirtautas; на полски: Gaspar Felicjan Cyrtowt) е литовски римокатолически духовник, титулярен костурски епископ (1897– 1910) и епископ на Жемайтската епархия (1910 – 1913).

## Биография
Роден е на 21 юни 1841 година в литовското градче Вейвирженай, Руската империя, като десето дете в заможно семейство. Завършва гимназия в Шауляй в 1862 година. От 1862 до 1864 година учи в семинарията във Варняй, а от 1864 до 1868 година в Санктпетербургската духовна академия, която завършва със степен магистър по богословие. На 10 март 1867 година е ръкоположен за дякон, а на 16 март 1868 година - за свещеник. От 1868 до 1877 година преподава латински, Свето Писание и догматика в Каунаската семинария. От 1877 до 1888 година преподава догматика в Санкт Петербург. В 1888 година жемайтският епископ Мечисловас Палюлионис го вика в Каунас и до 1897 година Циртаутас е ректор на Каунаската семинария.
На 2 август 1897 година римският папа Лъв XIII го назначава за титулярен костурски епископ, викарий на Жемайтската епархия. Ръкоположен е за епископ на 12 декември 1897 година в Санкт Петербург от жемайтския епископ Мечисловас Палюлионис в съслужение с титулярния берисенски епископ Станислав Рушкевич и сейнския епископ Антанас Баранаускас. След смъртта на епископ Мечисловас Палюлионис, на 7 април 1910 година е назначен за жемайтски (самогитски) епископ. В 1912 година като епископ започва строежа на базиликата „Рождество Богородично“ в Шилува. Епископ Гаспар Циртаутас се отнася благосклонно към литовското движение.
Епископ Гаспарас Жемайтски умира на 20 септември 1913 година след чернодробна операция в болница в Берлин, Германия. Погебан е в криптата на катедралата „Св. св. Петър и Павел“ в Каунас.